# Джеліл Юксел
Джеліл Юксел (тур. Celil Yüksel, нар. 1 січня 1998, Самсун, Туреччина) — турецький футболіст, півзахисник клубу «Самсунспор».

## Ігрова кар'єра

### Клубна
Джеліл Юксел є вихованцем стамбульського «Галатасарая». У жовтні 2017 року футболіст підписав з клубом перший професійний контракт. Через рік у листопаді 2018 року Юксел зіграв першу гру в основі клубу. У сезоні 2018/19 Юксел у складі «Галатасарая» став чемпіоном Туреччини та виграв національний кубок.
Але в основі команди футболіст провів лише два матчі і не маючи можливостей закріпитися в першій команді, Юксел був змушений відправвитися в оренду. Сезон 2019/20 Джеліл почав в оренді у клубі Першої ліги «Аданаспор». А після завершення терміну оренди підписав з клубом повноцінний контракт.
Влітку 2022 року футболіст повернувся до свого рідного міста Самсун, де приєднався до місцевого клубу «Самсунспор», який також виступає у Першій лізі Туреччини.

### Збірна
З 2014 року Джеліл Юксел виступав за юнацькі збірні Туреччини.

## Титули
Галатасарай
 Чемпіон Туреччини: 2018/19
 Переможець Кубка Туреччини: 2018/19